# Било једном на Дивљем западу
Било једном на Дивљем западу (енгл. Once Upon a Time in the West, итал. C'era una volta il West) је шпагети-вестерн Серђа Леонеа из 1968. године. У главним улогама су Хенри Фонда у улози разбојника Френка, Чарлс Бронсон као Хармоника и Клаудија Кардинале као Џил, новопечена удовица са бурном прошлошћу. Неки критичари су овај филм прогласили највећим вестерном свих времена.
Оригинална верзија филма је трајала 166 минута, када је пуштена у светске биоскопе 21. децембра 1968. године. Ова верзија је приказивана у Европи и била је финансијски успешна. Приликом приказивања у Америци, од 28. маја 1969. године, филм је скраћен на 145 минута и није остварио значајну зараду. Филм представља први део делимично неповезане епске трилогије филмова који се баве друштвеним и политичким проблемима америчке историје. Остали филмови из трилогије су За шаку динамита из 1971. и Било једном у Америци из 1984. године.
Конгресна библиотека је 2009. године изабрала филм за Национални регистар филмова, као „културно, историјски и естетски значајан”. 

## Радња
Прича почиње са тројицом мушкараца на изолованој железничкој станици у Аризони. Плоча показује како ће воз из Флегстоуна каснити два сата. Воз коначно стиже и оставља за собом човека који свира усну хармонику (Чарлс Бронсон). Он се распитује за злогласног разбојника Френка (Хенри Фонда), са којим је требало да се састане. Сам Френк није дошао, али је послао тројицу својих људи како би сместили мистериозном странцу. Један од њих каже „изгледа да смо кратки за једног коња”, будући да су ту само три коња за четири човека. Странац одвраћа: „Довели сте два вишка.” Уследи обрачун. Странац убија сву тројицу, али бива рањен.
На забаченој фарми Макбејнових, „Свитвотер”, Брет Макбејн (Френк Волф) и његова породица припремају гозбу у част доласка његове нове супруге, Џил (Клаудија Кардинале). Међутим, убијају их Френк и његова банда, који остављају делић кожног капута какав носи банда доброћудног бандита Чејена (Џејсон Робардс) како би пребацили кривицу на њега.
Убрзо након тога, Џил стиже у Флегстоун возом из Њу Орлеанса и одлази кочијом до фарме Макбејнових. На путу, возач свраћа у једно боравиште, а Џил полази за њим. Након гласне пуцњаве (која се чује, али не види), улази Чејен са својом затворском пратњом. Човек са хармоником је такође тамо, а Чејен га једноставно ословљава са „Хармоника”. Узима његов пиштољ и употребљава га како би пресекао лисице, а након тога стижу и његови људи. Приметивши капуте на Чејеновим људима, Хармоника му прича о ранијем обрачуну: „Видео сам три оваква капута малопре; чекали су воз. Испод капута су била тројица мушкараца. У мушкарцима су била три метка.” Чејен му одвраћа како је прича луда, јер се нико осим његових људи не би усудио да носи такве капуте у тим крајевима, а његови људи и не би били побијени.
Док се Џил приближава фарми Макбејнових, угледа гомилу људи како стоје испред. Шокира се након што је угледала свог мртвог мужа и његову децу. Људи су дошли јер су очекивали да ће бити гости на венчању, али Џил им саопштава како се удала за Макбејна месец дана раније у Њу Орлеансу и да је то требало да буде изненађење. При завршетку сахране проналази се лажни доказ који је Френк подметнуо, а људи покрећу потеру за Чејеном. Џил остаје на фарми и почиње да претражује кућу у потрази за нечим вредним, будући да јој је Макбејн рекао да је богат. Проналази само макете зграда, укључујући модел железничке станице.
Следећег јутра Чејен и његова банда стижу на фарму Макбејнових. Потера га је прогањала целу ноћ све док им није умакнуо у пустињи. Дошао је да види место свог наводног злочина. Џил му послужује кафу, а између њих двоје се јавља обострано поштовање. Након његовог одласка појављује Хармоника, испрва изгледајући претеће по Џил, али је он штити од двојице Френкових људи послатих да је убију. Решава их се са лакоћом, а Чејен, проматрајући из даљине, угледа како Хармоника не само да свира, него је и одличан револвераш.
Френк ради као плаћени убица за железничког тајкуна Мортона (Габријеле Ферцети). Мортон је хтео да Френк престраши Макбејна, не да га убије. Обогаљен и умирући од рака костију, Мортон ретко напушта свој раскошни вагон. Френк је са њим откад је почела градња пруге од Атлантика, а Мортон се нада да ће досегнути Пацифик пре него што умре. Френк и сам има амбиције да постане бизнисмен, можда чак и да преузме Мортоново царство, али му Мортон говори да никада неће постати као он. Френк не схвата да је само новац оружје моћније од пиштоља.
Џил долази у град како би разговарала са власником перионице, Воблсом. Жели да договори састанак са Френком. Хармоника почиње да прати Воблса до Мортоновог воза и ушуња се унутра, али га убрзо откривају. Френк га пита ко је он, али Хармоника му само да имена људи које је Френк убио. Френк убија Воблса, а његови људи везују Хармонику. Он одлази како би ухватио Џил, док три његова човека остају како би чували Хармонику. Чејен, који се такође ушуњао на воз, убија Френкове људе, али поштеди Мортона. Он и Хармоника одлазе да спасу Џил.
На фарму је стигла опрема за градњу осам грађевина. Хармоника говори Чејену да је Макбејн знао да ће железница проћи кроз Свитвотер како би дошла до извора воде. Макбејн је купио материјал како би претворио фарму у мали град, а прибавио је права да сам управља железничком станицом, остварујући свој сан. Потрепштине је платио готовином, па оне сада припадају Џил. Уговор, који је Хармоника видео, одређује да станица мора бити изграђена кад пруга дође до ње, а Чејен ангажује своје људе на градњи.
Те ноћи Френк искориштава отету Џил, у исто је време је вређајући због њене прошлости, пошто је она пре него што се удала за Макбејна, била проститутка у Њу Орлеансу. Она му се подаје како би избегла сигурну смрт. Френк почиње да размишља о женидби са њом како би добио земљу, али зна да неће бити добар муж и говори да морају да смисле друго решење, једноставније, брже.
У великом салуну у Флегстоуну одржава се аукција на којој се продаје посед Брета Макбејна. Џил је ту, док председава шериф (Кинан Вин). Френк има план да купи Макбејнову фарму јефтино. Његови људи нуде 500 долара и застрашују друге како не би ни покушавали да се ценкају. Међутим, Хармоника и Чејен имају свој план. Хармоника нуди пет хиљада долара и „доставља” траженог одметника Чејена за цену у тој вредности. Шериф ставља Чејена на воз који иде ка затвору у Јуми, али су на том возу и двојица Чејенових људи. У салуну, Џил честита Хармоници на добром послу, али он јој говори како није уложио у земљу. Стиже Френк, а Џил одлази на спрат како би се окупала. Френк га поновно упита ко је он, али Хармоника му опет говори још имена Френкових жртава. Френк му говори како је платио 5000 долара за нешто што припада њему и нуди Хармоници 5001 долар и покушава да га застраши говорећи: „Ухватио си се у нешто веће од себе. Имаш шансу да се извучеш, боље ти је да је прихватиш.” Уместо одговора, Хармоника убацује сребрни долар у своју празну чашу како би платио пиће, а фарма остаје Џилина.
Мортону су досадиле Френкове крвничке методе, а види како му измиче сан о досезању Пацифика. Зауставивши се изван града у свом возу, позива четворицу Френкових људи на партију покера. Уместо карата почиње са дељењем великих износа новца како би купио њихову оданост. Један одјаше у град како би обавестио друге и они почињу да чекају Френка да изађе из салуна. Хармоника мистериозно почиње да штити Френка од убица и пушта га да побегне. Ово разбешњава Џил, која жели да Френка види мртвог, али Хармоника јој објашњава да пуштање да га убију није иста ствар као његово спашавање. Френк долази у Мортонов воз и угледа крвопролиће након великог обрачуна између његове и Чејенове банде. Мортон је рањен и умире. Френк га умало докрајчи, али се предомишља, а Мортон умире пузајући према локви блата.
Постављачи пруге су стигли у Свитвотер, а радници довршавају станицу и изграђују град. Хармоника чека Френка на вратима Џилине куће, али Чејен стиже први и улази унутра како би попио кафу са њом. Препоручује Џил да однесе воду радницима и пусти их да се нагледају прелепе жене. Она му каже да мушкарци као што су он и Хармоника нису за њу. Френк коначно стиже на врата и говори: „Знам да ћеш ми сада рећи шта тражиш.” Хармоника одвраћа са: „Тек кад будеш умирао.” Њих двојица почињу да се намештају за двобој. Хармоникин мотив за освету открива се у флешбеку. Много година пре тога, Френк је обесио Хармоникиног старијег брата. Хармоника, који је тада био дечак, био је присиљен да стоји испод свог брата, који је стајао на дечаковим раменима са омчом око врата. Обојици су руке биле везане иза леђа. Његов брат био би обешен након што би дечак посрнуо. Френк му је рекао да „одржи свог драгог брата срећним” и ставио му је хармонику у уста. Брат му је умро, а он је остао жедан освете. Сада се суочава с Френком у коначном обрачуну. Хармоника повлачи свој потез; њих двојица потежу и опаљују. Френк губи и док умире поновно га упита ко је он. Хармоника скида са врата стару, истрошену хармонику и ставља је Френку у уста. Френк се присећа вешања и слабо клима главом као знак да је разумио и умире.
Хармоника улази у кућу како би покупио своју опрему. Џил га упита хоће ли се икад вратити у Свитвотер, а он нејасно одговара: „Једном.” Одлази и Чејен. Док двојица одлазе, Чејен се зауставља, силази са коња и пада на тло. Хармоника одлази по њега и схвата како га је Мортон погодио у трбух. Чејен моли Хармонику да не гледа док он умире, а Хармоника скреће поглед док није угледао како је овај умро. Хармоника односи тело, пребачено преко Чејеновог коња. Стиже воз на новопостављеној прузи, а Џил односи врч воде радницима.

## Улоге
| Глумац             | Улога                   |
| ------------------ | ----------------------- |
| Хенри Фонда        | Френк                   |
| Чарлс Бронсон      | „Хармоника”             |
| Клаудија Кардинале | Џил Макбејн             |
| Џејсон Робардс     | Мануел „Чејен” Гутиерез |
| Габријеле Ферцети  | Мортон                  |
| Марко Зуанели      | Воблс                   |
| Кинан Вин          | шериф Флегстоуна        |
| Френк Волф         | Брет Макбејн            |